# 同和街道 (平度市)
同和街道是中国山东省青岛市平度市下辖的一个街道。

## 行政区划
同和街道下辖南城社区、和平路社区、高平路社区、宏泰社区、同鑫社区、中兴社区、中辛庄村、王家沙戈庄村、倪家沙戈庄村、柴家沙戈庄村、姜家沙戈庄村、荆家疃村、崔家庄村、西丰台堡村、东丰台堡村、中李家庄村、兰家窑村、大官家庄村、候家站村、王家站村、李家站村、南十里堡村、南代家庄村、李家楼村、刘家张村、姚家村、斜子村、南宅科村、庞家村、洪沟南庄村、大洪沟村、杨家荆戈庄村、张家荆戈庄村、姚家荆戈庄村、崔家荆戈庄村、孙家张村、郑家张村、梁家庄村、东孙家庄村、南庄村、军屯村、宋家赵戈庄村、石家庄村、黄家疃村、大赵戈庄村、王家赵戈庄村、沟崖村、石庙村、王家柳疃村、孙家柳疃村、林家疃村、李戈庄村、梁家疃村、孙家窑村、邵家疃村、杨家疃村、张疃村、艾家疃村、西孙家庄村、牛戈庄村、西侯家庄村、付家庄村、大罗家村、刘古路村、西史家村、西郭家庄村、北高家庄村、卢家庄村、老胡家村、西王家庄村、刘家口村、任家庄村、西林家庄村、南高家庄村、胡铁家村、圈里胡家村、陈家屋子村、南王家庄村、东华里村、兴华里村、北华里村、新华里村、西华里村、振华里村、南华里村、中华里村、东埠村、匙刘家村、东侯家庄村、吴家庄村、李家庄村、大庙庄村、史同庄村、王家坡子村、耿家集村、姜家庄村、院前王疃村、西邢家村、东邢家村、付家疃村、东史家村、西李戈庄村、李家埠子村、东三甲村、后五甲村、任家屯村、寨里屯村、孙家疃村、黄土岭村。
同和街道现辖：
南城社区、和平路社区、高平路社区、宏泰社区、中辛庄村、王家沙戈庄村、倪家沙戈庄村、柴家沙戈庄村、姜家沙戈庄村、荆家疃村、崔家庄村、西丰台堡村、东丰台堡村、中李家庄村、兰家窑村、大官家庄村、李官庄村、兰前村、黄家道口村、小洪沟村、候家站村、王家站村、李家站村、南十里堡村、南代家庄村、李家楼村、刘家张村、姚家村、斜子村、南宅科村、庞家村、洪沟南庄村、大洪沟村、杨家荆戈庄村、张家荆戈庄村、姚家荆戈庄村、崔家荆戈庄村、孙家张村、郑家张村、梁家庄村、东孙家庄村、南庄村、军屯村、宋家赵戈庄村、石家庄村、黄家疃村、大赵戈庄村、王家赵戈庄村、沟崖村、石庙村、王家柳疃村、孙家柳疃村、林家疃村和李戈庄村。